# Mangapura, Kudligi
Mangapura là một làng thuộc tehsil Kudligi, huyện Bellary, bang Karnataka, Ấn Độ.